# Ital-Reding-Haus
Das Ital-Reding-Haus, auch als Ital-Reding-Hofstatt bezeichnet, ist ein Landsitz im Kantonshauptort Schwyz in der Schweiz. Benannt ist es nach dem Erbauer, dem Landvogt und Pannerherr Ital Reding (1573–1651) aus der gleichnamigen Familie.

## Beschreibung

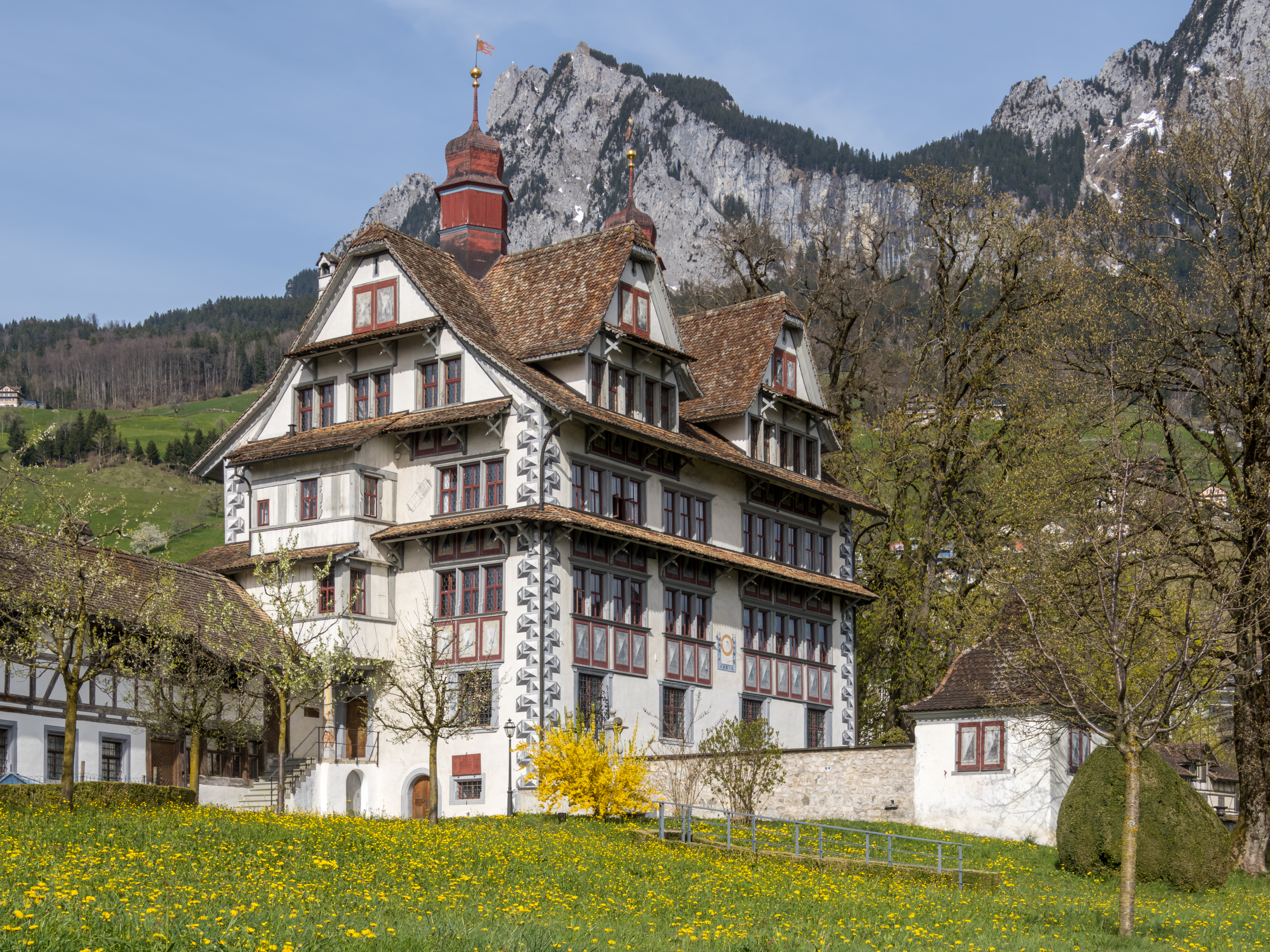
Ital-Reding-Haus

Ital Reding liess das repräsentative Landhaus 1609 errichten. Er war ein Nachkomme des Ital Reding des Älteren und dessen Sohn Ital Reding des Jüngeren. 
Die beiden Dachtürmchen und die Zwerchgiebel sowie der auf Säulen stehende Eingangserker sind Zubauten aus dem Jahr 1663. Im Jahr 1982 erwarb eine Stiftung das gesamte Anwesen und liess es renovieren. Das Gut umfasst neben dem Haupthaus das heute als Museum und zu Veranstaltungszwecken dient, noch das «Haus Betlehem» (erbaut 1287) und ein ehemaliges Ökonomiegebäude, welches seit 1986 als Kantonsbibliothek Schwyz Verwendung findet.